# Trachypus crispatulus
Trachypus crispatulus là một loài rêu trong họ Trachypodaceae. Loài này được (Hook.) Mitt. mô tả khoa học đầu tiên năm 1859.